# Szenegál himnusza
A Pincez tous vos koras, frappez les balafons Szenegál nemzeti himnusza 1960 óta. Szövegét Léopold Sédar Senghor írta, aki Szenegál első elnöke lett, zenéjét Herbert Pepper szerezte, aki a Közép-afrikai Köztársaság himnuszának a zenéjét is. A címben említett kora egy hárfatípus, a balafon pedig faxilofon, mindkettő szenegáli hangszer.

## Francia és angol szöveg
| Pincez tous vos koras, frappez les balafons. Le lion rouge a rugi. Le dompteur de la brousse D'un bond s'est élancé, Dissipant les ténèbres. Soleil sur nos terreurs, soleil sur notre espoir. Debout, frères, voici l'Afrique rassemblée                          | Everyone strum your koras, strike the balafons. The red lion has roared. The tamer of the savannah Has leapt forward, Dispelling the darkness. Sunlight on our terrors, sunlight on our hope. Stand up, brothers, here is Africa assembled.                  |
| Refrain : Fibres de mon cœur vert. Épaule contre épaule, mes plus que frères, O Sénégalais, debout ! Unissons la mer et les sources, unissons la steppe et la forêt ! Salut Afrique mère, salut Afrique mère.                                                      | Chorus: Fibres of my green heart, Shoulder to shoulder, my more than brothers, O Senegalese, arise! Join sea and springs, join steppe and forest! Hail mother Africa, hail mother Africa.                                                                    |
| Sénégal toi le fils de l'écume du lion, Toi surgi de la nuit au galop des chevaux, Rend-nous, oh ! rends-nous l'honneur de nos ancêtres, Splendides comme ébène et forts comme le muscle Nous disons droits – l'épée n'a pas une bavure. (Refrain)                 | Senegal, you the son of the lion's froth, Sprung from the night to the gallop of horses, Give us, oh! give us the honour of our ancestors, Splendid as ebony and strong as muscle, We say it clearly – the sword has no flaw. (Chorus)                       |
| Sénégal, nous faisons nôtre ton grand dessein : Rassembler les poussins à l'abri des milans Pour en faire, de l'est à l'ouest, du nord au sud, Dressé, un même peuple, un peuple sans couture Mais un peuple tourné vers tous les vents du monde. (Refrain)        | Senegal, we take on your great work: To shelter the chicks from the falcons, To make, from east to west, north to south, Arisen, one single people, a people without seams, But a people turned to all the winds of the earth. (Chorus)                      |
| Sénégal, comme toi, comme tous nos héros, Nous serons durs sans haine et des deux bras ouverts. L'épée, nous la mettrons dans la paix du fourreau, Car le travail sera notre arme et la parole. Le Bantou est un frère, et l'Arabe et le Blanc. (Refrain)          | Senegal, like you, like all our heroes, We will be hard without hatred, with two open arms. The sword in peace-time we will store in the scabbard, For work and words will be our weapon. The Bantu is a brother, and so is the Arab and the White. (Chorus) |
| Mais que si l'ennemi incendie nos frontières Nous serons tous dressés et les armes au poing : Un peuple dans sa foi défiant tous les malheurs, Les jeunes et les vieux, les hommes et les femmes. La mort, oui ! Nous disons la mort, mais pas la honte. (Refrain) | But if the enemy burns our borders We will be risen with weapons in our hands: One people defying all sorrows with its faith, Young and old, men and women. Death, yes! We say death, but not shame. (Chorus)                                                |